# ギョウジャニンニク

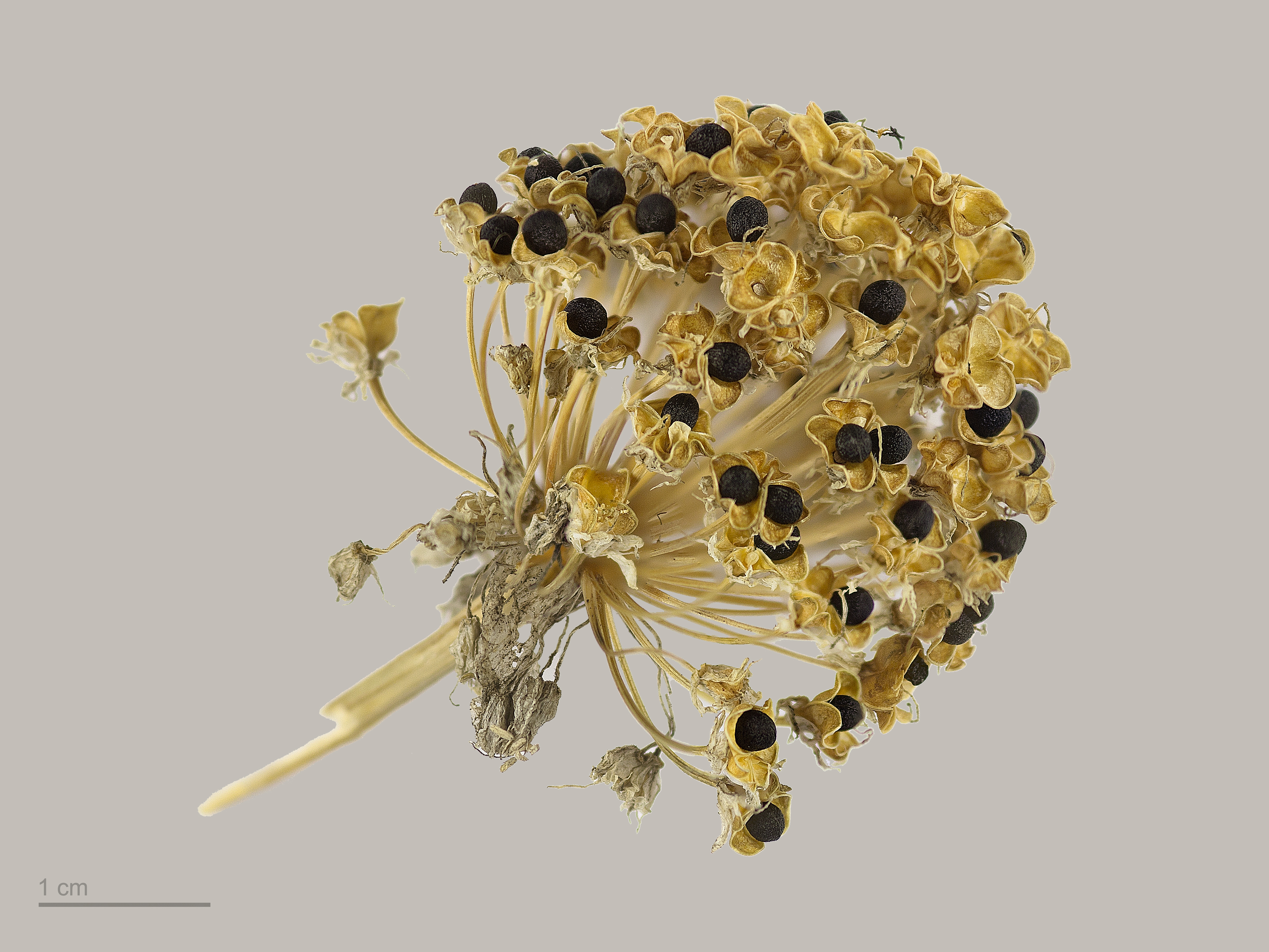
Allium victorialis

ギョウジャニンニク（行者大蒜、行者蒜、行者忍辱、行者葫、学名: Allium victorialis subsp. platyphyllum）は、ネギ属の多年草。 北海道や近畿以北の亜高山地帯の針葉樹林、混合樹林帯の水湿地に群生しており、そのほとんどの繁殖地は国立公園などの自然保護区である。キトピロなどとも呼ばれる（後述）。ヨーロッパ産の基本亜種A. victorialis subsp. victorialisは、ヨーロッパの多くの高山に広く分布している。ニンニクに似た強烈な匂いがあるが、若芽は山菜として食べられている。
ただし近年では、本種の学名としてヤロスラフ・プロハノフが1930年に命名した A. ochotense が一般的になりつつある。この学名の種小名は産地のオホーツクにちなむとされる。

## 名称
標準和名ギョウジャニンニクという名前の由来は、ニンニクのような強い香りと、山にこもる修験道の行者が荒行の合間にこれを食べて体力を保持したからとも、逆にこれを食べると滋養がつきすぎて修行にならないため、食べることを禁じられたからとも言われている。
キトビロ、ヤマビル（山蒜）、ウシビル、エゾネギ、ヤマニンニク、エイザンニンニクなどの別名がある。キトビロ（もしくはキトビル、キトピロ）がさらになまって、ヒトビロ、ヒトビルというような発音になることもある。
また、この植物を俗に「アイヌネギ」と呼ぶことがある。アイヌの人々の間ではオオウバユリの根（トゥレㇷ゚）とともに重要な位置を占める食料である。アイヌ語における呼び名はキト (kito)、またはプクサ (pukusa) である。「キトピロ」をアイヌ語として紹介している文献・サイトもあるが、信頼できる文献で、キトピロを正式なアイヌ語として紹介している文献はない。（たとえば知里真志保『分類アイヌ語辞典植物編』などを参照。）知里真志保はkitoの語源が「祈祷蒜」としている。
古く「あららぎ」と呼ばれた、とも伝えられているが、この言葉は一般的にはノビルを指すと解釈される。
中国名は茖葱（かくそう）。ヨーロッパ種の名称については#まじない的な利用参照。

## 分布・生育環境
原産地は日本を含む、東アジアといわれる。ギョウジャニンニク（A. v. subsp. platyphyllum、日本産の亜種）は、日本の本州中部以北、朝鮮半島、中国大陸、サハリンや千島列島などにも見られる。日本では北海道から本州の近畿地方（奈良県）にかけて分布し、特に日本海側の山地で多く見られる。アリューシャン列島の最西端のアッツ島に産するほか、列島の別の島にも移植されたと考えられていて、分布図にはかろうじて北米も含まれる。
ヨーロッパが原産のvictorialis亜種は、アルプス地方・ジュラ山脈系・カルパチア山脈系などヨーロッパの山地に広く分布し、さらにはロシア西部からコーカサス、カザフスタン、モンゴル、インド亜大陸にも生息地が広がっている。
涼しい高原の湿地や河原の林下など原野に生える。日当たりの良い場所に生えるものと、深山の林下に生えるものがあり、ともに生育地によっては大小の集団を作って群生する。北海道では山地の林床や平地に生えるが、本州では標高1,000メートル (m) 以上の高山に生え、特に日本海側の山地に多く自生する。

## 形態
ノビルと同じネギの仲間の多年草。早春に、ハンノキなどが生える湿地に一面に若葉が芽生える。葉は筒型ではなく偏平で、長さ20 - 30cm (cm) 、幅3 - 10cmで、葉身はやわらかい質の長楕円形または楕円形で、ちぎるとニラよりも強いニンニク臭を放つ。葉は根生し、20 cmほどの葉柄に1 - 3枚つけ、全体的に緑色で、基部は赤茶色を帯びた繊維状の葉鞘となって花茎を抱く。地下には外周が網状繊維からなる長さ4 - 5 cmの鱗茎を持ち、ラッキョウに似た形をしている。
花期は初夏（6 - 7月ごろ）、高さ30 - 70cmの長い花茎を出して、頂端にややくすんだ白色または淡紫色の小花を散形に多数つける。花はネギ坊主のような見た目で、花弁は6枚つく。種子は黒色の球形で、種皮は滑らかで光沢がある。種子の粒の大きさは、他のネギ属作物に比べて大きい。

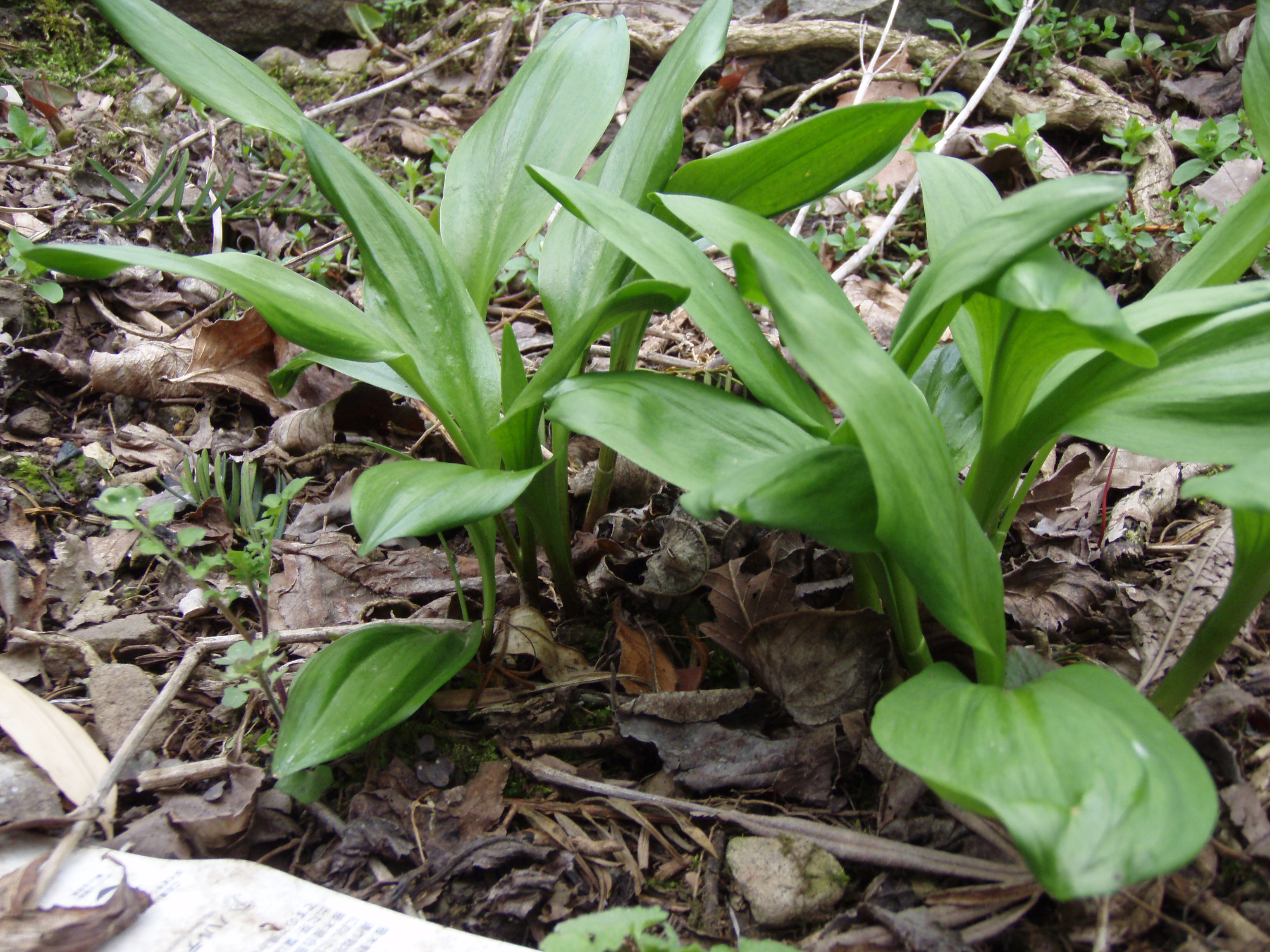
ギョウジャニンニク（長野県産)
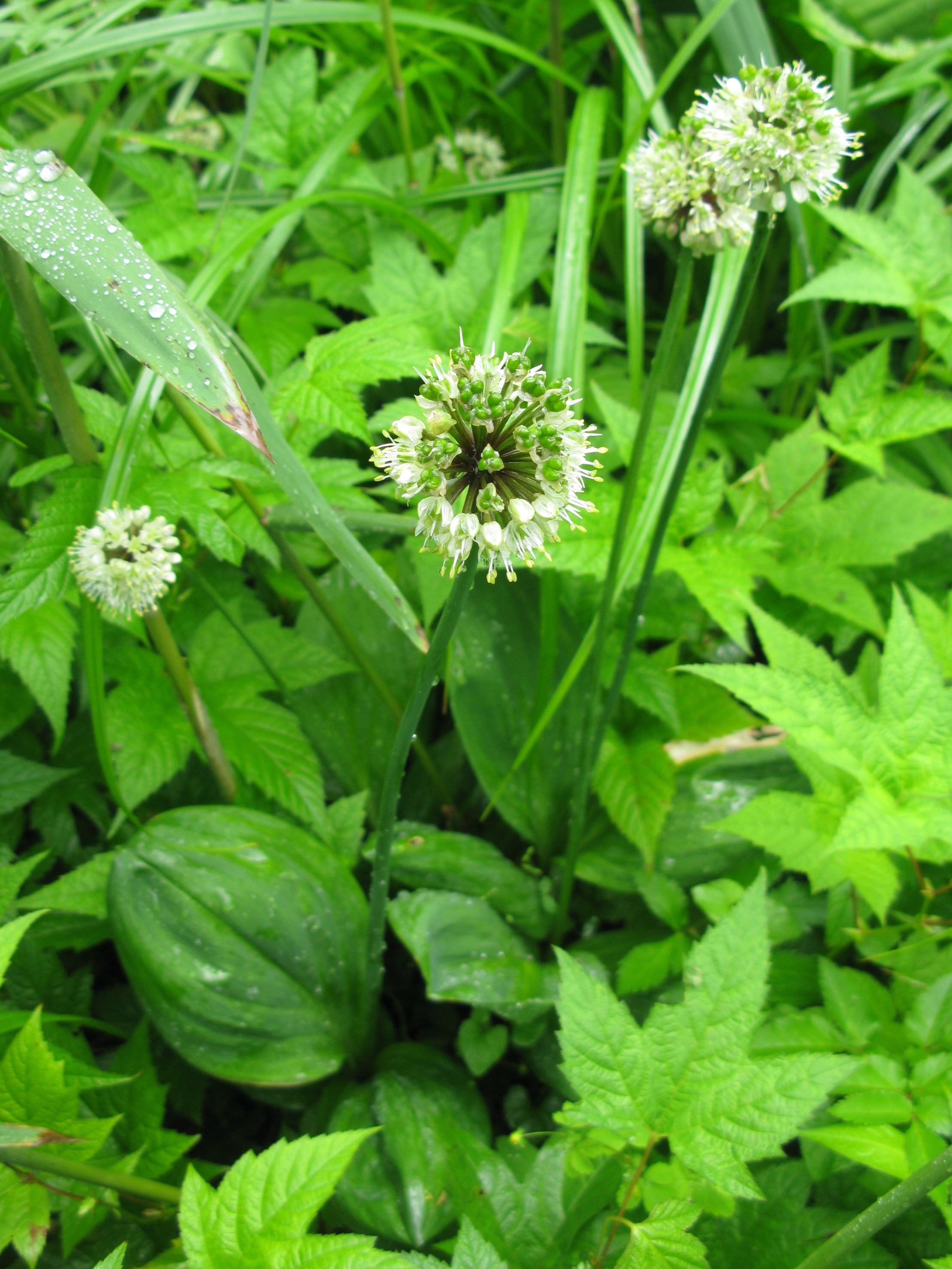
花期のギョウジャニンニク（尾瀬）
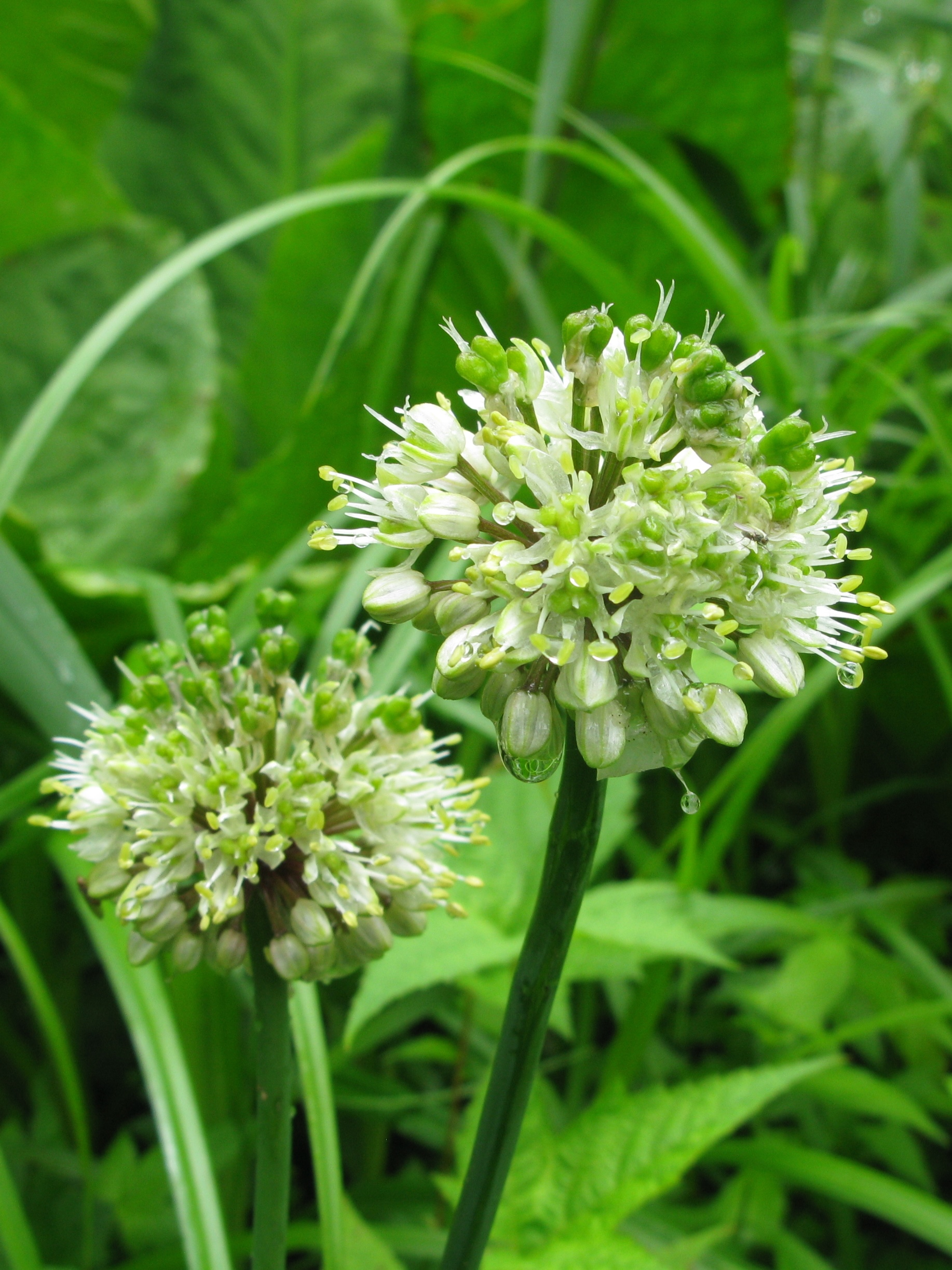
花序（尾瀬）
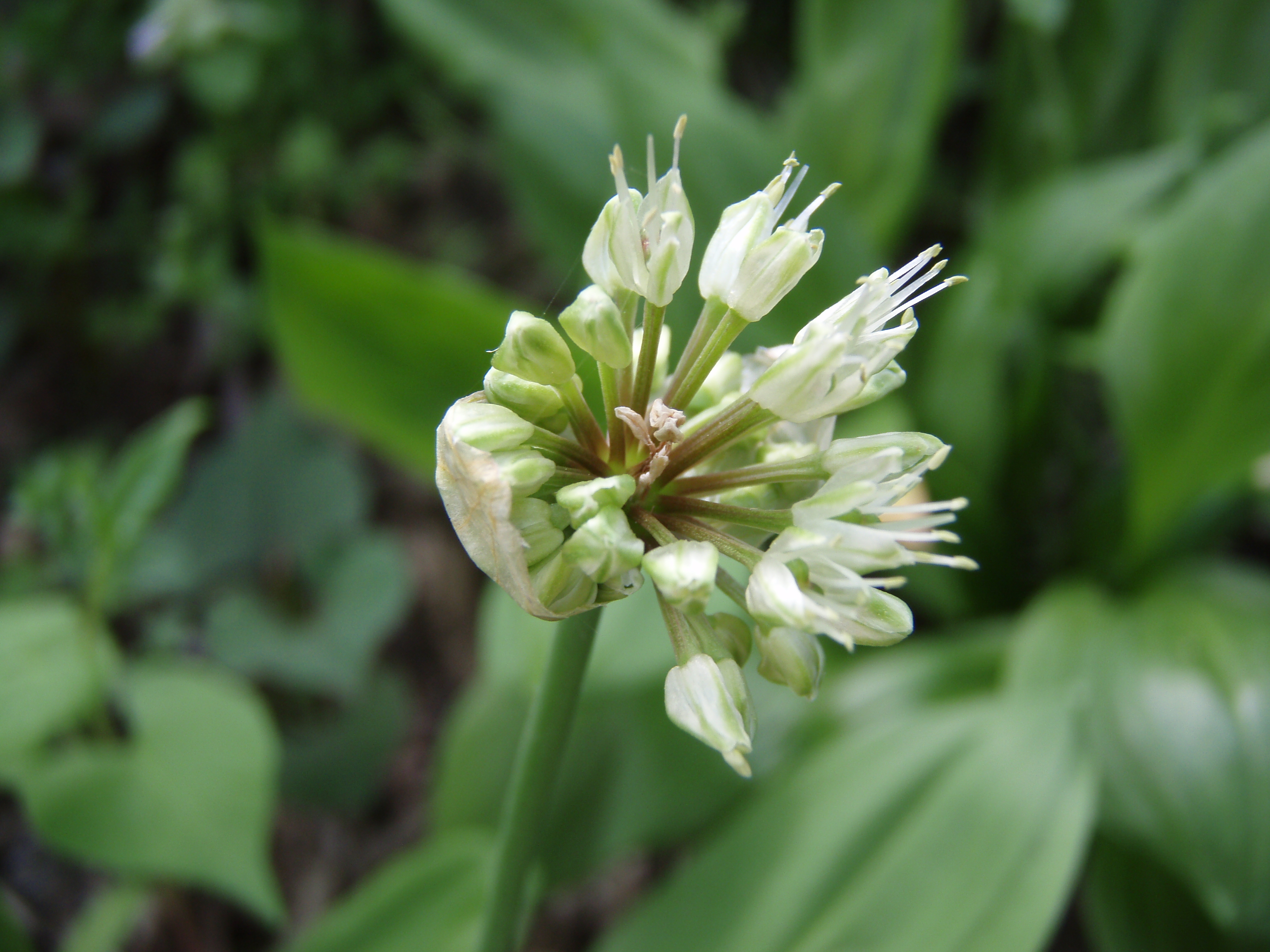
ギョウジャニンニクの花
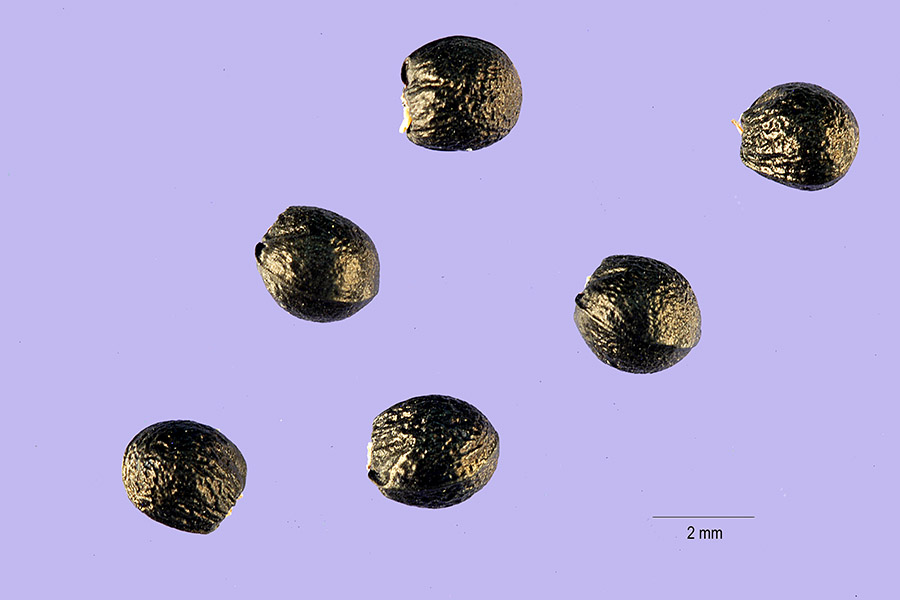
種子

## 生態
一年目の夏、種子がまかれると1か月ほどで発芽する。当年はほとんど出芽せず、地中に小さな鱗茎を形成して越冬し、2年目の翌春、雪解けとともに出芽する。2年目は長さ8 cm程度の葉を1枚だけ伸ばし、葉数は増加しないまま秋に地上部が枯れて冬を越す。3年目で葉数2枚の個体が現れるようになり、草丈は14 cm内外になるが、それ以上葉数は増えずに秋には枯れて休眠に入る。4年目から年次を重ねるごとに葉数が増えていき、4年目で1 - 3葉（まれに4葉）、草丈は30 cm内外になる。花序を伸ばすようになる（これを抽台という）のは4年目以降であるが、自然条件によってはさらに数年かかる。冬場の休眠現象があり、休眠打破するためには冬期の気温で0℃以下が45日以上続くことが必要である。
種子は20 - 25℃が発芽適温で、10℃の低温では発芽がむずかしく、30℃の高温になると発芽しない。開花は数日から2週間かかり、開花後は順次果実が熟す。
ギョウジャニンニクは種子のほかにも、分蘖（ぶんけつ）と不定芽で増殖する。分蘖は、他のネギ属作物でも葉腋にわき芽が形成されて起こるが、ギョウジャニンニクの場合では花茎側芽が2個形成された場合でも起こる。不定芽は成株になると1 - 数個みられ、親株から容易に離脱する。生育速度が遅く播種から収穫までの生育期間が5年から7年と非常に長いことから、希少な山菜とされ、市場流通量は少なく高値で取引される傾向にある。

## 食利用
若い茎葉と鱗茎を食用にする。ニンニクによく似た強い匂いと辛味があり、滋養によい山菜もしくは野菜として知られている。出荷されるもののほとんどは栽培もので、生育までに何年もかかることから、市場では希少性ある山菜として珍重されている。独特の強い匂いには多くの薬理成分が含まれている。

### 山菜としての利用
おおよそ4月から5月ごろの山菜として知られ、この時期に根ごと掘り採って葉と一緒に食べられる。群生する性質のため採取しやすいが、繁殖力が弱い植物であるため、採取する場合は保護のため鱗茎の取り過ぎを慎み、鱗茎を残して地上部のみを切り取るようにする。
茎の太さが1 cm程度でまだ葉の開かない状態の若芽を採るが、この時期は毒草のスズランと姿がよく似ているため注意が必要となる。主に食用として用いる葉は大きく生長するとかたくなってしまうが、鱗茎は夏までは食べられる。鱗茎は、地温が上がると急速に鱗茎の繊維質が強くなるため、夏以降は食べられない。市場に売られているものは、葉が新鮮で茎にハリがあるものが良品とされる。
灰汁はなく、ネギやニラに似た食味と香りが特徴で、生食のほか、茹でる、煮る、揚げる、炒める、焼く、蒸すなどすべての調理に利用できる。葉は緑色の部分が10 cm以下くらいのときは味噌やマヨネーズをつけて生食でき、強烈な香りと独特の歯触りを楽しめる。軽く茹でて水にさらして下ごしらえをしたら、おひたし、煮浸し、和え物、酢の物、ぬた、卵とじを作ったり、生の葉を天ぷら、炒め物、煮物、汁の実などに用いる。刻んでネギのように薬味としての利用もできる。鱗茎は2つに割って味噌を挟んでそのまま食べたり、味噌焼き、天ぷら、湯がいて三杯酢、炒めたものを薬味にもする。また、初夏に伸びる花茎は花が蕾のうちに摘み取って天ぷらや、さっと茹でておひたし、酢の物、卵とじ、炒め物にできる。
肉との相性が良く、ジンギスカン (料理)に使われたり、ギョウジャニンニク入りのソーセージも市販されている。また、漬物にしたものが瓶詰めにして売られている。醤油漬けを切り刻んだものはチャーハンに利用しても良い。
塩漬けや醤油漬けで保存したり、冷凍保存も可能である。生のまま、または軽く茹でてから、少量ずつラッピングし、小分けにして冷凍保存すると良い。こうすることで、必要な時に解凍して使うことが出来る。
アイヌ民族は春先に大量に採集し、乾燥保存して一年間伝統料理の食材として利用してきた。オハウ（汁物）の具としたり、ラタㇱケㇷ゚（和え物）に調理して食べる。
西洋でもラムソン（ワイルドガーリック又はベアラウフ・熊ネギ）と呼ばれる野生種の植物を食べる習慣があり、形や香りがよく似ていることから、これらをギョウジャニンニクとして紹介する場合がある。しかし、ラムソンの学名は Allium ursinum で、ギョウジャニンニクと同じくネギ属の植物だが別種である。
韓国では「ミョンイナムル（명이나물）」と呼ばれ、チャンアチ（醤油漬け）にして焼肉に包んで食べる。

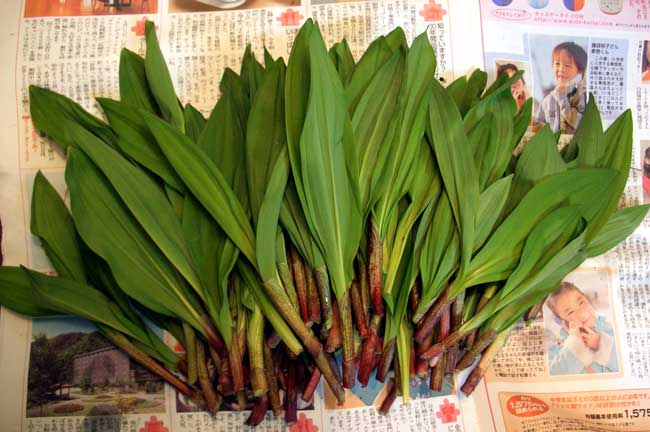
山菜として摘み取られたギョウジャニンニク（北海道産)
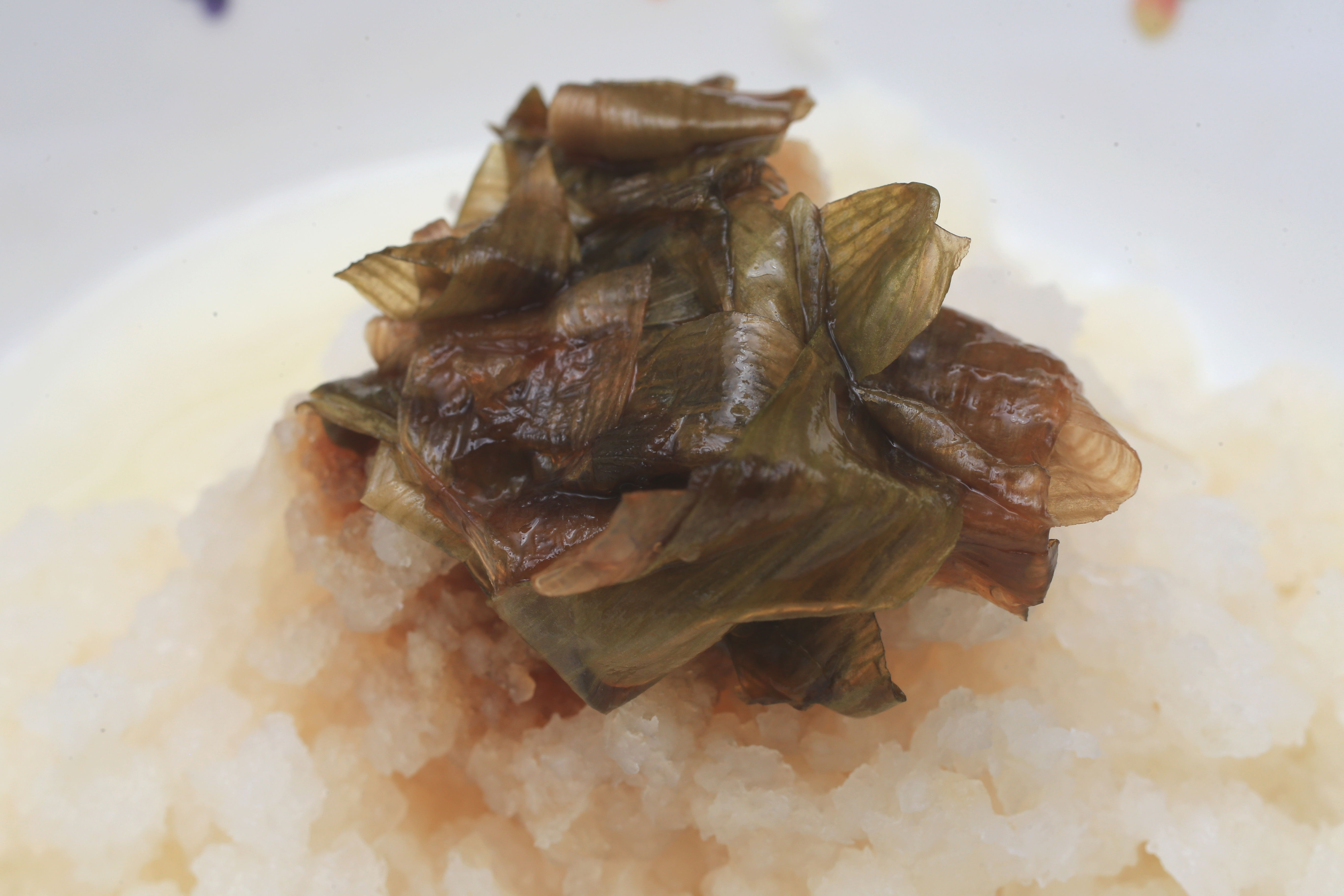
通常は使用しない「袴」の部分を使ったしょうゆ漬けを、大根おろしにのせて
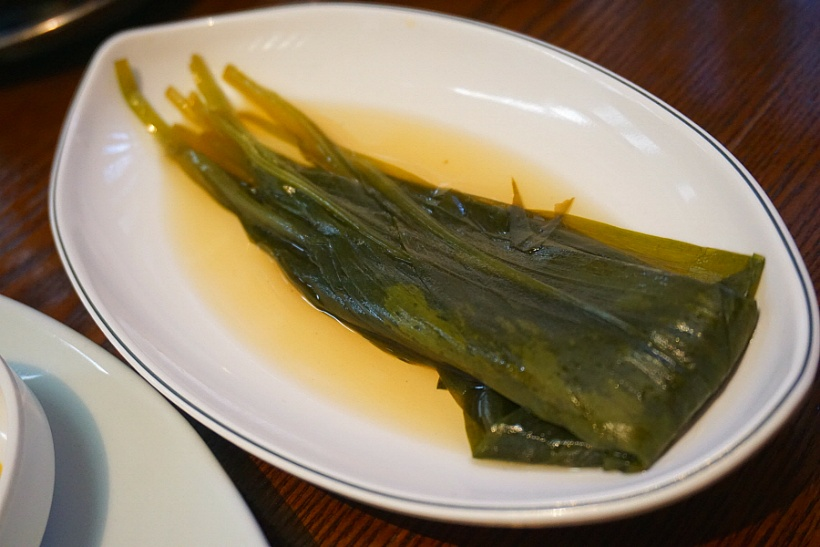
韓国のミョンイナムルチャンアチ

### 栄養価
ギョウジャニンニクは、平成9年度の「5訂 日本食品標準成分表―新規食品編」に掲載され、山菜から野菜として認められた。カリウム、カルシウム、β-カロテン、ビタミンB群が豊富で、ニンニクよりもβ-カロテン、ビタミンCなど栄養成分のほとんどが多く含まれている。硫化アリルはニンニクの約4倍、タマネギの10倍以上含有しており、ビタミンB1の吸収を助け、疲労回復効果があることが知られている。
アリシンは硫化アリルの一種で、独特の匂いの元となる成分でもある。この匂い成分は内臓脂肪の燃焼を促進して新陳代謝を活発にし、動脈硬化・脳梗塞の予防効果、コレステロールの抑制、ダイエット効果、がん予防効果、抗菌作用など、また血小板凝集阻害活性のあるチオエーテル類も含むため、血圧の安定、視力の衰えを抑制する薬理効果がある。成分を利用した健康食品も販売されている。ニンニクの成分に近いためか、食べたときの風味もニンニクに近く独特の臭いを持ち、極めて強い口臭を生じることがある。この匂いの発生は人間にかぎらず、乳牛が放牧中に食べることによって牛乳がにんにく臭くなる問題が発生することがある。

### 採取者の遭難
ギョウジャニンニクは日当たりのよい急傾斜地で生育するため、しばしば採取者が滑落して負傷、時には死亡することがある。北海道では採取が本格化する4月に遭難者が増加する傾向にある。

### 類似毒草の注意
ギョウジャニンニクはネギの仲間であるが、葉が筒型ではなくて扁平で、葉を見るとバイケイソウ類、イヌサフラン（コルチカム）、スズランなどの毒草と間違えやすい。特にスズランとの区別に注意する必要があり、葉の根元の茎の部分が赤色の繊維状のもので包まれていること、スズランにはネギ臭さがないので、特有の臭いの有無で判別可能である。またイヌサフラン（コルチカム）を間違えて誤食したことによる中毒事例も多く、中には自宅の庭にギョウジャニンニクとコルチカムの両方を植えてあったことが原因の誤食事故もある。イヌサフラン（コルチカム）も切り口はニンニク臭を発しないのでそれで区別が出来る。本種を食用目的で採取する際は、茎などの切り口にニンニク臭があるかを必ず確認し、ニンニク臭を発しないものは破棄するべきである。

## 栽培
栽培が始まったのは近年で、まだ新しい作物である。夏期は冷涼、冬期は寒冷な地帯に自生することから、夏期高温になる地域には向かず、北陸地方の栽培地の場合では標高350 m以上が望ましいとされる。また標高800 m以下の圃場では定植後の遮光が必要になる。夏期は気温19 - 22℃が適しており、これ以上の気温上昇を抑制するには、遮光率の高い資材を使って地温を下げてやる対策を講じることができる。冬場の休眠打破も必要なことから、確実に休眠打破が可能な地域で、夏期の気温が22 - 23度以上に上昇しないことが、栽培に必要な要件となる。

### 園芸栽培
1990年頃から北海道や日本海側の雪の多い地域で園芸栽培されている。
根株の増殖方法には播種、株分け、不定芽の利用がある。生育のサイクルが極めて長く、種をまいてから収穫まで8〜10年、株分けを用いても5〜6年を要する。北海道では露地軟白栽培法が行われている。軟白茎を生産するには、実生から根株となる鱗茎の養生、および経年茎から根株を養生して軟白する工程が必要になる。
栽培地は、基本的に充分耕して膨軟な土壌に堆肥を充分に施して、ギョウジャニンニクのひげ根が伸長できるような圃場にする。採種適期は、果球上部の果実が裂開して、下部の果実の色が淡くなり始めたころが良く、種子にしわができ始めるころまでは発芽率が良い。実生栽培では、種を採取するための母株と種子の確保、播種後3か年の育苗管理、定植後2 - 3か年におよぶ根株養生管理が重要で、順調にいけば最短でも5年目以降に軟白生産が可能となる。種子は乾いてしまうと極端に発芽率が悪くなってしまうことから、種子を採取後に素早く播種することが大切である。播種後の覆土は厚さ2 cmほどにする。育苗期の管理は、地域の気象条件に応じた土壌の乾燥防止と除草、早春の施肥を実施する。根株の養成期は、堆肥による施肥を行うと増殖反応が良いことがわかっている。根株が経年化するとひげ根が多くなり、人力での掘り起こしが困難となるので、機械力を利用して横取り作業（株分け）が行われる。
軟白生産の技術は、主に伏せ込み方式と露地軟白方式の2種類の方法がある。伏せ込み方式は伏せ込み床方式とボックス方式があり、伏せ込み床方式ではビニールハウスを使用し、ボックス方式ではミニコンテナを使用する。出荷する場合には、自生するギョウジャニンニクを採取する時期より2 - 3週間早く生産できるトンネル栽培を行い、1度収穫したら2か年間は根株を養生して3年目に再び収穫する。
ギョウジャニンニク栽培圃場に発生する病害も報告されている。病害としては根株の腐敗が散発的に発生し、タマネギの乾腐病に似ている。害虫では、土壌中に生息するコガネムシとコメツキムシ（俗称：ハリガネムシ）の幼虫による根株の食害がみられる。

### 品種改良
各地から集められた個体群の中には、形態や生産性に差が存在することが知られている。生産地に沿った個体群でも、生産目的に沿った選抜を行うことにより、生産性の高い系統を造成することは可能と考えられており、大量増殖するためには種子繁殖によらなければならず、選抜増殖による場合と、同系統間の交配による集団育種によってF1品種を作出することが考えられている。
宇都宮大学農学部藤重宣昭助（当時）らのグループにより、ギョウジャニンニクとニラを交配した「行者菜（ぎょうじゃな）」が開発された。外観はニラに近いが、ギョウジャニンニクから受け継いだ形質として、茎が太いのが特徴で、ニラ同様1年で収穫が可能。2008年から山形県長井市で販売が開始されている。

## 薬草
薬用とする部位は鱗茎で、茖葱（かくそう）と称して生薬にし、春から夏に地下の鱗茎を掘り採って天日乾燥して調製する。食欲不振、便秘、疲労倦怠に効果があるといわれる。民間療法では、1日量3グラム (g) ほどを400 ccの水で煎じて服用する方法が知られるが、一般にはホワイトリカーに半分量を1か月ほど漬け込んで、薬酒として使用されている。薬酒に漬け込む根茎は、生のものより乾燥品のほうが効きがよいとされる。

## まじない的な利用
アイヌの民間信仰では、その独特の臭気は魔物を祓う力があるとされ、かつて（天然痘などの）伝染病が流行した際は、村の入り口に掲げ、病魔の退散を願った。西洋の吸血鬼がニンニクを忌み嫌う逸話と相通じるものがある。
昔のヨーロッパでも、本種は欧州の山岳地帯の人々によって薬用や呪物崇拝の物具（護符）として栽培されていた。そもそもドイツ語で一名Siegwurz つまり「勝利の山野草」と呼ばれていて、護符として身につければ不浄な精霊の攻撃から身を守るとされており、例えばボヘミア地帯などでも信心されていた。学名の A. victorialis は、この「勝利の山野草」という俗名にちなんだものである。